# Roger Coudroy
Roger Coudroy (1935–1968) apodado Salah por los palestinos fue un miembro militante nacionalista revolucionaro de Jeune Europe y Fatah, comprometido en la lucha armada en Palestina. El ejército israelí lo mató a tiros durante un enfrentamiento.

## Biografía
Nacido en Bélgica en 1935, estudió y trabajó en Francia antes de mudarse a Oriente Medio para ejercer su profesión.
Coudroy eventualmente se involucraría en Fatah y tomaría el liderazgo de una brigada.
Escribió un libro allí: J'ai vécu la résistance palestinienne (viví la resistencia palestina) poco antes de su muerte.
Fue disparado por las FDI el 
3 de junio de 1968. Fue el primer europeo en morir en el frente contra el estado de Israel.

## Fuente
• Francis Balace et al., De l'avant à l'après-guerre : l'extrême droite en Belgique francophone, Bruselas, De Boeck-Wesmael, 1994.